# Vickers 6-Ton
Vickers 6-Ton eller Vickers Mark E var en brittisk stridsvagn tillverkad av Vickers. I början av andra världskriget var det den näst mest kopierade designen i kriget efter den franska Renault FT. Sovjetunionen och Polen köpte licenser på Vickers 6-Ton och Sovjet tillverkade T-26 som är nästan helt identiska med Vickers 6-Ton. Den polska varianten hette 7TP. Vickers lyckades dock inte sälja vagnen till brittiska armén, och tillverkade bara något hundratal vagnar.
Det fanns två huvudvarianter av stridsvagnen: typ A och typ B. Typ A hade två torn beväpnade med varsin kulspruta och typ B hade ett torn med en kanon.

## Länder som använder/har använt Vickers 6-Ton
- Bolivia
- Bulgarien
- Egypten
- Finland
- Grekland
- Kina
- Polen
- Portugal
- Sovjetunionen
- Spanien
- Thailand
- Storbritannien